# Alkylarylether
De alkylarylethers vormen een stofklasse van organische verbindingen, waarbij een ether aan de ene zijde een alkylgroep draagt en aan de andere zijde een arylgroep. Tot deze groep van verbindingen behoren onder meer anisol, anethol, asaron en ethylfenylether. Enerzijds kunnen deze ethers beschouwd worden als een aryloxygroep waaraan een alkylgroep is gekoppeld. Anderzijds kunnen ze beschouwd worden als een arylgroep, gekoppeld aan een alkoxygroep.

## Synthese
Alkylarylethers kunnen bereid worden met de Williamson-ethersynthese. Hiertoe wordt het natriumzout van een arylalcohol (zoals bijvoorbeeld natriumfenolaat) in reactie gebracht met een alkylhalogenide (meestal het jodide). De reactie is een nucleofiele substitutie, meer bepaald een SN2-reactie. Een voorbeeld is de synthese van anisol (methylfenylether), waarbij natriumfenolaat en methyljodide met elkaar in reactie worden gebracht:
{\displaystyle {\ce {C6H5-ONa + CH3-I -> C6H5-O-CH3 + NaI}}}
Op industriële schaal worden in plaats van alkylhalogeniden ook wel dialkylsulfaten (bijvoorbeeld di-ethylsulfaat) aangewend om een alkylgroep in te voeren. Onderstaande reactie geeft een alternatieve syntheseroute voor anisol weer, door reactie van natriumfenolaat met dimethylsulfaat:
{\displaystyle {\ce {C6H5-ONa + (H3CO)2-SO2 -> C6H5-O-CH3 + (H3CO)SO3Na}}}